# 高城樹衣
高城 樹衣（たかじょう じゅい、1989年〈平成元年〉1月11日 - ）は、日本のガールズ演劇ユニット「Girl〈s〉ACTRY」の元メンバー、元グラビアアイドル。旧芸名：希月 樹衣（きづき じゅい）。福岡県北九州市出身。活動当時はホリプロに所属していた。
引退後には、東京都内で看護師をしている。既婚者で、息子が1人いる。

## 略歴
- 2007年、日テレジェニック2007エントリー。
- 2008年2月、ドリームゲートに所属。
- 2009年4月、日テレジェニック2009候補生に選ばれる。
- 2010年、ドリームゲートを退所。
- 2010年8月、「Girl〈s〉ACTRY」の2期生として加入し、ホリプロ所属となる。これを機に本名の「高城 樹衣」を芸名とした。
- 2012年3月22日、自身のブログの中でGirl〈s〉ACTRYを3月30日付で卒業することを明らかにした[1]。
- 2012年4月1日、自身のブログの中でGirl〈s〉ACTRYを3月31日付で卒業したのと同時に芸能界から引退したことを明らかにした[2]。

## 人物
- キャッチフレーズは「平成生まれの昭和の香り」[3]。公式ブログのタイトルも「日々昭和ノスタルジー」である。なお、平成元年（=1年）1月11日生まれのため「No.1ガール」とも言っている[3]。
- 三人姉妹の長女。次妹は元AKB48でタレントの高城亜樹。下の妹は一般人。妹の亜樹同様、父親の名前にある「樹」の字をもらって名付けられた[3]。妹婿（妹・亜樹の夫）はJリーガーの高橋祐治。
- チワワを一匹飼っている。名前はウィンくん。
- 趣味は舞台鑑賞で宝塚歌劇団のファンである。またスポーツ観戦も好きで、プロ野球（東京ヤクルトスワローズのファン）、サッカー、アメリカンフットボール、バスケットボールなど観戦するとのこと[3]。
- 温泉巡りも趣味で各地の温泉に行きその模様がブログにアップされている。特にお勧めなのは草津温泉で、「温泉街、温泉、湯全てが勧められます！」とのこと[3]。
- 料理と勉強は苦手で、「割り勘の計算が出来ない」のが弱点[3]。
- 日テレジェニックとしてはラスト3週で脱落したが、『日テレジェニックの穴』に有吉じぇにっく2009として参加。
- 『アイドルの穴』に出演した古崎瞳、野田彩加、くぼたみかとは仲が良く、4人で「戦友会」を結成している[4]。また、小原春香（元SDN48）とも仲が良い[3]。
- 目標とする芸能人は、YOU、菅野美穂、三浦理恵子、好きな芸能人はYUI、いきものがかり、モーニング娘。、東京女子流、腐男塾などで、「推しメン」として、久住小春、新垣里沙らを挙げている。また昭和期のアイドル姫乃樹リカの「硝子のキッス」も好きな曲として挙げている[3]。
- 好きな男性のタイプは、髪型が短めの「パーカー男子」で「怒ってくれる人」。「勉強中or仕事中のメガネ姿」に惹かれる[3]。

## 作品

### 映像作品
- Angel Kiss〜僕だけのいもうと〜（2008年11月22日、トリコ） - EAN 4949726300727。
- 樹衣はトキメキ（2009年12月18日、竹書房） - EAN 4985914412582。
- ラブドルコンプリート 希月樹衣（2010年10月14日、アイドルファクトリー） - EAN 4560290071228。

## 出演

### テレビ
- ゴッドタン（2008年、テレビ東京）
- ジャンクSPORTS（2008年、フジテレビ）
- 努くん（2008年、テレビ埼玉）
- 全力坂（2008年、テレビ朝日）
- グラビアの美少女（MONDO21）
- アイドルの穴〜日テレジェニックを探せ!〜（2009年、日本テレビ）
- 日テレジェニックの穴（2009年、日本テレビ）
- ザ・逆流リサーチャーズ（2010年、テレビ東京）

### PV
- おとぎ話『ネオンBOYS』（2008年）

### 舞台
- 「飯田家の最期」（2008年、銀座Air studio） - 岡本ゆうな 役
- 「GO!JET!GO!GO!」（2009年、銀座Air studio） - メグ 役
- 「ぐつぐつ〜私達おでんのタネになりました〜」（2010年、新宿シアターブラッツ） - 糸コンさん 役
- 「銀座の恋人たち 〜君を忘れない〜」（2011年1月20日 - 23日、新宿シアターモリエール）
- アリスインプロジェクト「Alice in Chrono Paradox」（2011年5月3日 - 5月8日、池袋シアターグリーンBOXinBOXシアター） - 辻堂歩 役（2011年5月4日に出演）

### 映画
- 地球防衛ガールズP9（2011年11月26日） - 碧川三奈 役

### その他
- 2008年 CAR Xsレースクイーン（スーパー耐久）
- Super GT 外国屋レースクイーン（2008年） - 最終戦のみ
- 2009年 Super GT JLOCレースクイーン
- ♥サマーパーティー♥ホリプロ50周年記念!!及びBS-TBS開局10周年記念アイドル50人大集合!!（2010年8月24日、赤坂BLITZ）

## 書籍

### 雑誌
- モテかわいい!（マガジン・マガジン）
- GALS PARADISE（三栄）
- スコラ（辰巳出版）
- ザテレビジョン（KADOKAWA）
- 週刊アスキー